# Potsdamer Straße
La Potsdamer Straße (letteralmente: “via Potsdam”) è un’importante strada urbana radiale della città tedesca di Berlino.
Attraversa i quartieri di Tiergarten e Schöneberg ed è interamente parte della strada federale B1.

## Storia
L’odierna Potsdamer Straße venne aperta come parte della Potsdamer Chaussee, la strada da Berlino a Potsdam fatta costruire dal 1792 al 1795 per unire le due residenze reali.
Il nome “Potsdamer Straße” venne assegnato nel 1831 al tratto più vicino alla città (a nord del Landwehrkanal) e al tratto successivo dieci anni più tardi.
Negli anni sessanta del XX secolo il tratto compreso fra Potsdamer Platz e il Landwehrkanal fu deviato su un nuovo tracciato corrente più a nord; il tracciato d’origine venne in parte cancellato dalla costruzione della Staatsbibliothek, e in parte ribattezzato “Alte Potsdamer Straße” (“vecchia Potsdamer Straße”).

## Tracciato
La Potsdamer Straße ha origine a Potsdamer Platz come prolungamento della Leipziger Straße e si dirige verso ovest costeggiando da ambo i lati i moderni edifici costruiti negli anni novanta del XX secolo; entrata nell’area del Kulturforum, con un’ampia curva a sinistra si dirige verso sud, varcando il Landwehrkanal. Attraversata la parte storica del quartiere del Tiergarten, entra nel quartiere di Schöneberg, dove ha termine presso il Kleistpark proseguendo con la denominazione di Hauptstraße.

## Edifici notevoli
Sul lato sinistro:
- ai nn. 1-7 il centro commerciale e direzionale Daimler-Benz, costruito dal 1994 al 1999 su progetto urbanistico di Renzo Piano e Christoph Kohlbecker[1];
- al n. 33 la Haus Potsdamer Straße, costruita dal 1967 al 1976 su progetto di Hans Scharoun ed Edgar Wisniewski per la biblioteca nazionale[2]; oggi è uno dei due edifici della Biblioteca di Stato di Berlino
- all’angolo con la strada Am Karlsbad 1-2 un complesso residenziale, costruito dal 1986 al 1987 su progetto di Jürgen Sawade nell’ambito dell’esposizione IBA 84[3];
- all’angolo con Bissingzeile un complesso residenziale, costruito nel 1984 su progetto di Georg Heinrichs e Lutz Linneweber nell’ambito dell’esposizione IBA 84[4];
- al n. 85 la stamperia Mercator, costruita dal 1973 al 1974 su progetto di Dietrich Garski, Saleh G. Dybe e Otto Herrenkind (1ª fase), e Siegwart Geiger, Gisela Voß-Geiger e Walter Hötzel (2ª fase)[5];
- ai nn. 175-185 un edificio residenziale e commerciale, costruito dal 1975 al 1977 su progetto di Peter Berten e Helga Schmidt-Thomsen[6].

Sul lato destro:
- ai nn. 2-8 il complesso edilizio “Sony Center”, costruito dal 1995 al 2000 su progetto urbanistico di Helmut Jahn[7];
- all’angolo con Herbert-von-Karajan-Straße 1 il complesso della Philharmonie e della Kammermusiksaal, costruito dal 1960 al 1988 su progetto di Hans Scharoun ed Edgar Wisniewski[8];
- al n. 50 la Neue Nationalgalerie, costruita dal 1965 al 1968 su progetto di Ludwig Mies van der Rohe[2];
- al n. 160 un edificio residenziale, costruito dal 1985 al 1986 su progetto di Henry Nielebock nell’ambito dell’area di risanamento di Schöneberg[9];
- all’angolo con Pallasstraße il complesso residenziale “Wohnen am Kleistpark”, costruito dal 1974 al 1977 su progetto di Dietmar Grötzebach, Günter Plessow, Jürgen Sawade e Dieter Frowein[10];
- al n. 186 la Kathreiner-Hochhaus, costruita dal 1929 al 1930 su progetto di Bruno Paul[11].

## Trasporti
La Potsdamer Straße è percorsa per l’intera sua lunghezza da alcune linee di autobus. È incrociata da diverse linee metropolitane (la U1 alla stazione di Kurfürstenstraße; la U2 alle stazioni di Potsdamer Platz e di Bülowstraße; la U7 alla stazione di Kleistpark) e dalle linee ferroviarie S-Bahn, regionali e a lunga percorrenza che fermano alla stazione di Potsdamer Platz.
In passato sotto la strada era prevista la costruzione di un'ulteriore linea metropolitana, denominata U10; in previsione di ciò, la stazione di Kleistpark aperta nel 1971 fu costruita con una predisposizione all'interscambio con tale linea futura.